# Złoty standard kapitalizmu
Złoty standard kapitalizmu – zasady i zalecenia jakie powinny spełniać modelowe gospodarki krajowe. Zasadnicze jego elementy to:
- niska inflacja
- dyscyplina budżetowa
- restrykcyjna polityka monetarna
- niski udział pracy w kosztach wytwarzania
- malejący udział gałęzi o niskiej wartości dodanej
- rosnące inwestycje w nowoczesne przemysły
- inwestycje w kapitał ludzki
- otwarcie i umiędzynarodowienie gospodarki